# 一番町 (弘前市)
一番町（いちばんちょう）は江戸期から現在にかけての青森県弘前市の地名。郵便番号は036-8201。

## 地理
青森県道3号弘前岳鰺ケ沢線沿いに位置し、土手町から続く町。町域の北部は鉄砲町、東部から東南部にかけて土手町、南部は親方町、西部は元寺町に接する。東から西にかけて上り坂になった通り一本分の町域であり、自動車は坂の上り方向のみの一方通行である。

## 歴史
- 慶安2年 - 寺町の大火後に町割りが行われるが、それ以前は寺院の敷地であった。
- 万治2年〜寛文13年 - 弘前中惣屋敷絵図・津軽弘前古絵図ともに当地は本寺町一丁目とある。
- 明治以降 - メインストリートの一部となる。
- 1901年（明治34年） - 洋風造りの、かくは宮川呉服店が建つ。その後1923年（大正12年）にエレベーター付きのかくは宮川デパートとなる。
- 1980年（昭和55年）- かくは宮川デパート跡地にファッションビルハイローザを開店するが、土手町商店街を含む集客力が低下し1998年（平成10年）6月に閉店。
- 2003年（平成15年）- 弘前商工会議所が一時的な土地活用として、ハイローザ跡地を買収しドテヒロ屋台村を運営するが、2006年（平成18年）に閉鎖。
- 現在 - 2011年（平成23年）不動産会社に売却後、2013年（平成25年）9月にマンションが完成した。

### 沿革
- 江戸期 - 鍛冶町となる。
- 1867年（明治元年） - 弘前を冠称。
- 1889年（明治22年） - 弘前市に所属。

### 地名の由来
かつての町名、本寺町一丁目から来たものと思われる。

## 世帯数と人口
2023年（令和5年）7月1日現在の世帯数と人口は以下の通りである。
| 大字   | 世帯数 | 人口 |
| ------ | ------ | ---- |
| 一番町 | 50世帯 | 72人 |

## 施設

### 商業
- 花正電気商会
- 三照堂印店一番町店

### 宿泊
- 弘前グランドホテル

## 小・中学校の学区
市立小・中学校に通う場合、学区は以下の通りとなる。
| 大字   | 番・番地 | 小学校             | 中学校             |
| ------ | -------- | ------------------ | ------------------ |
| 一番町 | 全域     | 弘前市立時敏小学校 | 弘前市立第一中学校 |

## 交通
- 弘南バス

下土手町2（弘前駅 - 久渡寺線、他）停留所。